# شركة كاواساكي الفضائية
شركة كاواساكي الفضائية (بالإنجليزية: Kawasaki Aerospace Company)‏، هي شركة صناعات فضائية تابع لشركة كاواساكي للصناعات الثقيلة. تنتج الطائرات والنظم الفضائية وأجهزة محاكاة الطيران ومحركات الطائرات والصواريخ، والمعدات الإلكترونية.

## بداية تأسيس الشركة
بدأت شركة كاواساكي في سنة 1919 في اليابان، وقد ساهمت في تصنيع وتطوير طائرة بوينغ 787 دريم لاينر وكذلك تقوم على تصنيع بوينغ 777 ، وكانت بداية الشراكة مع شركة بوينغ الأمريكية في مطلع العام 1979 عند إنتاج طائرة بوينغ 767.
وهي تقوم على تصنيع العديد من الطائرات سواء المقاتلة أو طائرات الهيلوكبتر أو الطائرات المدنية.

## نبذة تاريخية عن الشركة
- 1919 - بداية تأسيس الشركة
- 1922 - تأسيس قسم صناعة الطائرات
- 1923 - تم افتتاح أحد فروع الصناعات
- 1926 - الانتهاء من النموذج الأول من صناعة الثقيلة
- 1927 - تغيير مسمى قسم صناعات الطائرات إلى مسمى أعمال الطائرات
- 1934 - بدأ التعاون مع الجيش الياباني
- 1937 - تأسيس شركة مستقلة بصناعة الطائرات
- 1939 - تم تغيير مسمى الشركة إلى (مجموعة أعمال جويفو)
- 1940 - تصنيع القاذفة اليابانية و استخدامها في الحرب العالمية الثانية
- 1941 - بدأ اختبارات الطائرة كي61
- 1942 - بدأ الإنتاج من القاذفات اليابانية
- 1945 - تم تدمير مصنع الطائرات في غارة جوية خلال أحداث الحرب العالمية الثانية ومن بعد ذلك تم تحويل المصنع إلى مصنع صناعات مدنية بناء على الاتفاقية التي تمت بين أمريكا واليابان.

## وصلات خارجية
- شركة كاواساكي الفضائية